# Michael Junior
Michael Junior, seit 2002 Michael Jr., eigentlich Michael Verschuere, (* 21. April 1986 in Eernegem bei Brügge) ist ein belgischer Sänger, der als Kinderstar bekannt wurde.

## Leben
Michael Junior wurde als Michael Verschuere in der Nähe von Brügge als eines von acht Geschwistern geboren. Bereits im Kindesalter entwickelte Michael Junior, dessen Urgroßmutter Operettensängerin war, eine Vorliebe für den Gesang. Er wurde ein Fan des belgischen Sängers Helmut Lotti, dem er in der Pause eines Konzertes 1998 vorsang. Helmut Lotti war von der Stimme des 12-jährigen Jungen angetan und lud ihn ein, mit ihm ein Duett aufzunehmen. Die erste musikalische Zusammenarbeit wurde das Duett „Panis Angelicus“ auf Helmut Lottis deutscher Version seines Albums Helmut Lotti Goes Classic II, das 1998 erschien. Das Duett wurde ebenfalls auf Helmut Lottis Weihnachtsalbum A Classical Christmas with Helmut Lotti übernommen, auf dem mit dem Titel „Silent Night“ auch ein Soloauftritt Michael Juniors enthalten ist. Michael Juniors Manager wurde Piet Roelen.
Im Jahr 1999 erschien Michael Juniors Debütalbum Droomland (dt. Version Traumland; kanadische Version Dreamland), das in den flämischen Charts Platz 14 erreichte. Neben Interpretationen klassischer Titel und Volksliedern enthielt Droomland auch ein Duett mit Helmut Lotti, welches dieser selbst geschrieben hatte, sowie das Duett Panis Angelicus. Im Jahre 2000 erschien in Kanada eine Special Edition des Videos Dreamland, welches allerdings ein Lied weniger enthielt als die gleichnamige CD. Michael Junior wurde von 1998 bis 2002 der Gaststar auf zahlreichen Tourneen Helmut Lottis. Sein zweites Album und das erste nach dem Stimmbruch erschien 2002 unter dem Titel Musica É La Vita und enthielt Coverversionen bekannter italienischer Lieder. Michael Junior nannte sich nun Michael Jr. Musica É La Vita hielt sich 5 Wochen in den flämischen Charts und erreichte Platz 28.
Nach einer längeren musikalischen Pause sang Michael Jr. 2010 die Titel Pié Jesu und Ave Maria im Duett mit Lisa del Bo ein, die im selben Jahr auf Lisa del Bos Album My Special Prayer erschienen.

## Auszeichnungen
- 2000: Young Artist Award in der Kategorie „Outstanding Young International Performer“

## Diskografie
- 1999: Droomland
- 1999: Traumland
- 1999: Dreamland
- 2002: Musica É La Vita
- 2004: You Raise Me Up (CD-Single)
- 2006: For Life